# Hidrodealquilação
Hidrodealquilação é a reação química que frequentemente envolve reagir-se um hidrocarboneto aromático, tal como o tolueno, na presença de gás hidrogênio para formar um hidrocarboneto aromático mais simples desprovido de grupos funcionais. Um exemplo é a conversão de 1,2,4-trimetilbenzeno a xileno. Este processo químico normalmente ocorre a alta temperatura, a alta pressão, ou na presença de um catalisador. Este sendo predominantemente metais de transição, tais como cromo ou molibdênio.

## Exemplos
- Hidrodealquilação de tolueno a benzeno